# Операция «Сорвиголова» (1944)
Операция «Сорвиголова» (нем. Unternehmen «Draufgänger») — наступательная операция войск 5-го горного корпуса СС в Черногории в годы Второй мировой войны. Проводилась силами 21-й горнопехотной дивизии СС «Скандербег», 14-го полка 7-й дивизии СС «Принц Евгений» и других частей корпуса в период с 18 по 28 июля 1944 года в районе города Андриевица с целью срыва готовившегося прорыва трёх дивизий 2-го ударного корпуса Народно-освободительной армии Югославии в Южную Сербию и уничтожения партизанской базы снабжения в городе Бераны. Операция завершилась неудачей и отступлением немецких войск.
Оборонительные и наступательные действия войск 2-го ударного корпуса НОАЮ в ходе операции «Сорвиголова» известны в югославской историографии как Андриевицкая операция (сербохорв. Андријевичка операција/Andrijevička operacija).

## Предыстория
Летом 1944 года германские войска окончательно утратили стратегическую инициативу в войне с Народно-освободительной армией Югославии (НОАЮ). Последней попыткой Группы армий «F» изменить положение в свою пользу стала неудачная операция «Ход конём» (25 мая — 6 июня 1944 года). Последовавшие за этим летнее наступление Красной армии на Восточном фронте и высадка союзников в Нормандии лишили вермахт возможности наращивать силы на Югославском театре военных действий. В то же время НОАЮ, снабжавшаяся вооружением, боеприпасами и снаряжением стран Антигитлеровской коалиции, всё больше превращалась в регулярную армию и готовилась к овладению Сербией. Чтобы помешать этому, немецкое командование наносило превентивные удары по соединениям партизан в местах их концентрации в прилегающих к Сербии районах Черногории, Санджака и Боснии.
В это время в самой Сербии двухмесячный рейд (март — май 1944 года) оперативной группы из усиленных 2-й и 5-й дивизий НОАЮ хотя и завершился их возвращением в Санджак, однако вызвал среди части сербского населения подъём пропартизанских настроений. Вследствие значительного притока добровольцев в ряды партизан, в первой половине 1944 года были сформированы 17 партизанских бригад, объединённых в мае — июне в пять дивизий под командованием Главного штаба (ГШ) народно-освободительной армии и партизанских отрядов (НОПО) Сербии. В результате их действий в южносербском регионе возникла относительно обширная территория под частичным контролем партизан в районе Прокупле, Топлицы, Ябланицы и Пуста-Реки. Против этих партизанских соединений численностью 6000—7000 человек немцы начали 10 июля 1944 года масштабную антипартизанскую операцию под условным названием «Трумпф» (нем. Unternehmen «Trumpf»), в которой задействовались немецкие и коллаборационистские войска численностью около 40 000 человек.

## План операции и силы сторон
Черногория представляла большое оперативное значение для развёртывания войск НОАЮ. Отсюда открывалась возможность наступления на юго-запад Сербии. Немцам удавалось расшифровывать радиосвязь НОАЮ, что обеспечивало им полную картину подготовки к вторжению их противника в Сербию. 7 июля 1944 года в штабе главнокомандующего на Юго-Востоке обсуждался вопрос о «генеральной зачистке» Черногории от партизан. Целью такой операции должно было стать нанесение решающего удара по войскам Тито и долговременное восстановление линий коммуникаций с южными районами Черногории. Операция такого масштаба была возможна только с привлечением резерва главнокомандующего на Юго-Востоке — 1-й горнопехотной дивизии. Однако это соединение было задействовано в продолжающемся цикле антипартизанских операций в Греции. К тому же, неопределённость в вопросе об установлении стратегических намерений Великобритании не позволяли перебросить 1-ю горнопехотную дивизию в Черногории.
Чтобы не оставлять инициативу югославам, немецкое командование приняло решение осуществить небольшую операцию под условным названием «Сорвиголова» (нем. Unternehmen «Draufgänger»), в ходе которой предстояло разбить Оперативную группу дивизий (2-я 5-я и 17-я), концентрирующуюся в порядке подготовки к прорыву в Сербию в районе Андриевицы и Беране, и отбросить её из долины реки Лим. Наступавшим надлежало захватить базу снабжения в Беране и аэродром, через который осуществлялись поставки союзной военной помощи. Руководство операцией возлагалось на штаб 5-го горного корпуса СС под командованием генерала Артура Флепса.
Перед началом операции в этой части Черногории, в Санджаке и на юго-западе Сербии находились следующие соединения и части немцев и их союзников:
- 21-я дивизия СС «Скандербег», 14-й полк и артиллерийский дивизион 7-й дивизии СС «Принц Евгений», а также боевая группа «Штрипель» (батальон 363-го полка немецкой 181-й пехотной дивизии) — в районе Плав — Гусине;
- боевая группа «Бендель» (2 батальона 1-го албанского егерского полка) — в районе к востоку от Беране;
- легион «Кремплер» (три батальона Мусульманского добровольческого корпуса под командованием штандартенфюрера Кремплера[нем.]) — на направлении Беране и Биело-Поле;
- два батальона 2-го полка дивизии «Бранденбург» и один батальон 5-го полицейского моторизованного полка СС — в районе Сьеницы;
- полковая боевая группа болгарской 24-й дивизии — в районе Нова-Вароши, другие части 24-й дивизии — на территории вокруг Ужице[9].

В дополнение к этим силам в районе планируемой операции пребывали силы четников: 1-й и 2-й Милешевский корпус, Дринский корпус и 4-й штурмовой корпус.
Согласно плану, 21-я дивизия СС, 14-й полк (1-й и 2-й батальоны) дивизии СС «Принц Евгений» и бг «Штрипель» должны были наступать из района Чакор (гора) — Плав — Гусине и охватывающим манёвром занять Андриевицу. После этого им предстояло продвигаться по направлению к Колашину и Беране и захватить партизанскую базу снабжения и аэродром. Боевая группа «Бендель» из района горы Туряк наступала на Беране. Легиону «Кремплер» предстояло продвигаться с правого берега реки Лешница в направлении Биело-Поле и Беране. Два батальона 2-го полка «Бранденбург» и подразделения 5-го полицейского моторизованого полка наступали с правого берега реки Лим на направлении села Бродарево и Приеполе, а части 24-й болгарской дивизии из района Нова-Вароши и 4-й штурмовой корпус четников с нижнего течения реки Увац — в направлении Прибоя. Силы немцев и коллаборационистов составляли около 6000 человек. Противостоящие им войска партизан насчитывали около 7 тысяч.
В канун немецкого наступления войска 2-го ударного корпуса НОАЮ занимали следующее положение:
- 2-я Пролетарская дивизия находилась на направлении Андриевица — Чакор;
- 9-я Черногорская бригада 3-й дивизии производила замену 2-й Пролетарской бригады на позициях в районе Андриевицы;
- 5-я Пролетарская ударная бригада 3-й дивизии находилась в районе Колашина, а 7-я Черногорская — в районе Кучи — Пипери напротив Подгорицы;
- 5-я дивизия располагалась в районе Биело-Поле — Бродарево;
- 17-я дивизия пребывала на марше в Бераны;
- 37-я дивизия дислоцировалась севернее линии коммуникации Плевля — Приеполе[9]
.

Когда Верховный штаб (ВШ) НОАЮ оценил сведения о подготовке немецкого наступления в долине реки Лим, а также о сложном положении дивизий под командованием ГШ НОПО Сербии, он сделал вывод о том, что немцы хотят своими действиями в направлении Беране сковать Оперативную группу дивизий и сорвать её прорыв в Сербию. В связи с этим ВШ предупредил радиограммами от 14 и 16 июля штаб 2-го ударного корпуса, чтобы ОГД не принимала участие в боях, но как можно скорее направилась в подходящем направлении в Сербию на помощь пребывавшей в тяжёлом положении группе дивизий ГШ НОПО Сербии. Однако, пока ОГД сосредоточивалась в районе Беране, боевая группа «Бендель» и легион Кремплера закрыли направление в Сербию через гору Пештер.

## Ход боевых действий
Операция «Сорвиголова» началась в ночь с 17 на 18 июля военными действиями на нескольких направлениях: 21-й дивизии СС, 14-го полка 7-й дивизии СС «Принц Евгений» и бг «Штрипель» на направлении Мурино — Андриевица — Беране; бг «Бендель» на направлении Туряк — Беране; легиона «Кремплер» — село Биоче — Беране. Два батальона 2-го полка «Бранденбург» и части 5-го полицейского полка СС совершали демонстративные боевые действия на направлениях от Сьеницы и Нова-Вароши с целью отвлечения партизанских сил в долине Лима в секторе от Биело-Поле до Прибоя. Такую же цель преследовали действия частей болгарской 24-й дивизии и 4-го штурмового корпуса четников. 19 июля немцы заняли Андриевицу, оттеснили 2-ю дивизию и продолжили наступление на Беране. Прорыв приобрёл форму клина, глубоко проникшего в расположение 2-й и 3-й дивизий НОАЮ. Вместе с тем, по мере продвижения к Беране, усилилось сопротивление обеих партизанских дивизий и продвижение немцев застопорилось. До 21 июля все атаки эсэсовцев восточнее и севернее Беране остались безуспешными. В то же время ещё 20 июля ВШ снова предупредил штаб 2-го ударного корпуса о том, что ОГД не должна ввязываться в бои и о необходимости продолжения выдвижения 2-й дивизии в район Топлицы на помощь сербским партизанам.
Этот приказ ВШ не мог быть выполнен, так как части 2-й Пролетарской дивизии вели бои с рвущимися к Беране войсками противника и их выход из боя привёл бы к большим потерям освобождённой территории. Кроме того, 3-я дивизия не могла сама остановить наступление врага. По этой причине штаб 2-го корпуса решил нанести контрудар с привлечением сил 5-й и 17-й дивизий, с тем, чтобы потом ОГД совершила прорыв в Сербию. Ночью с 21 на 22 июля 17-я дивизия и части 2-й Пролетарской и 3-й дивизии перешли в контрнаступление на правом берегу Лима и овладели районом горы Мокра, чем создали угрозу правому флангу немцев и вынудили их оставить попытки наступления и перейти к обороне.
План контрудара был принят штабом 2-го корпуса 23 июля. По его замыслу, предстояло охватывающим манёвром окружить и уничтожить большую часть войск противника. Левый фланг контрудара должен был обеспечить пресечение линии коммуникации Андриевица — Печ на участке Мурино — перевал Чакор. Правый фланг должен был обеспечить выход на линию село Кути — гора Зелетин. Это перекрыло бы немцам пути к отступлению.
Контрнаступление началось в 23:00 23 июля. 5-я Краинская дивизия, усиленная 4-й Пролетарской Черногорской бригадой 2-й Пролетарской дивизии и 6-й бригадой 17-й Восточно-Боснийской дивизии быстро продвинулась на направлении Чакора и уже вечером 24 июля заняла этот перевал. Оценив силу атак 2-й и 3-й дивизий и их устремление к Чакору, немцы в ночь с 24 на 25 июля оставили Андриевицу и начали отступление в направлении Мурино. После ожесточённых боёв в течение 25 и 26 июля части 5-й и 3-й дивизий соединились в районе города Плав. Немецкая группировка была полностью окружена. Между тем ВШ НОАЮ 25 июля категорически потребовал срочно отправить 2-ю, 5-ю и 17-ю дивизии в Сербию в район Топлицы и Ябланицы, а их позиции занять частями 3-й ударной дивизии. На основании этого распоряжения 26 июля началась перегруппировка ОГД в районе Беране с целью прорыва в Южную Сербию. Пользуясь этой ситуацией, в ожесточённых боях с 5-й и 9-й бригадами 3-й ударной дивизии 14-й полк СС успел отступить до 1 августа через Чакор в Косовска-Митровицу. 21-я дивизия также вырвалась из окружения с большими потерями.

## Итоги операции
Операция «Сорвиголова» закончилась явной неудачей и чувствительными потерями 21-й горнопехотной дивизии СС «Скандербег». Не оправдалась выраженная в записи от 28 июля 1944 года в журнале боевых действий главнокомандующего немецкими войсками на Юго-Востоке надежда на то, что операция по меньшей мере отсрочит планы Тито по вторжению в Сербию. Уже через несколько дней, в ночь на 4 августа 1944 года три дивизии 2-го ударного корпуса форсировали реку Ибар, совершили прорыв в Южную Сербию и вскоре вынудили немцев оставить операцию против сербских дивизий и переключиться на борьбу с ОГД.
Оценочные потери немецких войск в период с 18 по 26 июля составили 800—900 убитых, 200 пленных и несколько сотен раненых. Немецкая сторона заявила следующие собственные потери: 100 убитых, 303 раненых и 405 пропавших без вести.
Согласно немецким оценкам, потери НОАЮ составили 756 человек убитыми, ранеными и пленными. По данным югославской стороны, части 2-го корпуса потеряли 60 человек убитыми и 200 ранеными.
В ходе операция выявилось численное и качественное превосходство партизанских сил, что стало решающим фактором неудачи. По опыту боёв эсэсовцы были вынуждены сделать тревожный вывод о значительном превосходстве огневой мощи партизан, которое не смогло уравнять участие в операции двух батальонов дивизии СС «Принц Евгений». В отчёте об итогах операции отмечалось, что партизаны имели один английский пулемёт на 4—5 человек, в то время, как основная их масса была вооружена автоматами. Ружейный огонь большей частью был характерен для боевых действий немецких подразделений, в то время как со стороны противника он был малым.
Беспрецедентной для немецких антипартизанских операций было соотношение утраченного собственного ручного стрелкового оружия и захваченных трофеев: 497 винтовок и 41 пулемёт против отбитых у партизан 17 винтовок и 18 пулемётов.
В ретроспективе, большое количество пропавших без вести (400 человек), а также признаки дезинтеграции, отмеченные в албанских подразделениях в случае выбытия из строя их немецких командиров и сержантов, явились предвестником произошедшего через несколько месяцев разложения 13-й горнопехотной дивизии СС «Ханджар» и легионерских дивизий вермахта.

## Военные преступления
28 июля 1944 года военнослужащие 21-й немецкой дивизии СС «Скандербег» при участии полицаев из вулнетари совершили массовое убийство мирных жителей в черногорском селе Велика в коммуне Плав на горе Чакор за содействие партизанам. За 2 часа 15 минут от рук эсэсовцев погибли 428 женщин, детей и стариков.
В отчёте 21-й дивизии СС о ходе проведения операции «Сорвиголова» от 1 августа 1944 года в отношении села Велика сообщалось следующее:

Было очевидно, что село Велика, населённое черногорцами, оказывало помощь врагу. Один пленный из села говорил, что там велась активная пропаганда бандитов (партизан) и были завербованы 20 молодых черногорцев. Население никогда не сообщало о пропагандистских отрядах красных, а также о переходе молодёжи на сторону бандитов в Черногорию.

В ходе операции «Сорвиголова» эсэсовцами и полицаями были убиты несколько сотен человек и сожжены не менее 16 деревень.